# Alcyonium acaule
Alcyonium acaule, conocido comúnmente como Dedo de mar Mediterráneo, es una especie de coral blando en la familia Alcyoniidae. Se encuentra a moderadas profundidades en rocas sombreadas en el Mar Mediterráneo y partes adyacentes del Océano Atlántico.

## Descripción
El Dedo de mar Mediterráneo es un coral colonial que forma grupos de masas carnudas en forma de dedos de color amarillo, rosa, rojo-marrón a naranja-marrón. La colonia puede alcanzar una altura máxima de 20 cm. La superficie del cuerpo está completamente cubierta por pólipos blanquecinos desde el pie hasta la parte superior de los lóbulos. Como todos los corales blandos, utiliza su capacidad de esqueleto hidrostático para mantener y gestionar su postura corporal.

## Distribución y hábitat
Esta especie es endémica del Mar Mediterráneo, sin embargo, su área de distribución se desborda ligeramente y se extiende a lo largo de las costas atlánticas de Portugal y España. Suele encontrarse entre 12 y 135 m de profundidad. Alcyonium acaule es un animal sciófilo que prefiere evitar los lugares expuestos a la luz no filtrada y prefiere lugares sombreados como salientes o cuevas.

## Ecología
En el Mar Mediterráneo, Alcyonium acaule forma con frecuencia densas aglomeraciones, a menudo en asociación con la anémona de racimo amarillo (Parazoanthus axinellae). Otros organismos en estos hábitats biodiversos incluyen alimentadores de suspensión como esponjas, cnidarios, briozoos y tunicados, y la roca está incrustada de alga coralinas. Existe competencia por el espacio entre estos organismos y durante un estudio de investigación de dos años, un número de pequeñas colonias de Alcyonium acaule desaparecieron, y hubo muy poco crecimiento de colonias. Muchas colonias mostraron menos actividad de alimentación durante el verano, con hasta un noventa por ciento entrando en estado de letargo.